# Столичний регіон Сантьяго
Столичний регіон Сантьяго (ісп. Región Metropolitana de Santiago) — регіон (найбільша одиниця адміністративного поділу) Чилі. Регіон містить столицю країни Сантьяго та є єдиним регіоном Чилі, що не має виходу до моря. Складається з шести провінцій: Чакабуко, Кордильєра, Майпо, Меліпілья, Сантьяго (у якій розташована столиця країни) і Талаганте.